# USS Sims (DE-154)
USS Sims (DE-154/APD-50) là một tàu hộ tống khu trục lớp Buckley được Hải quân Hoa Kỳ chế tạo trong Chiến tranh Thế giới thứ hai. Nó là chiếc tàu chiến thứ hai của Hải quân Mỹ được đặt cái tên này, theo tên Đô đốc William Sims (1858-1936), người thúc đẩy việc hiện đại hóa Hải quân Hoa Kỳ. Nó đã phục vụ trong chiến tranh cho đến năm 1944, khi được cải biến thành một tàu vận chuyển cao tốc mang ký hiệu lườn APD-50, và tiếp tục phục vụ cho đến khi chiến tranh kết thúc; nó xuất biên chế năm 1946 và bị tháo dỡ năm 1961. Sims được tặng thưởng một Ngôi sao Chiến trận do thành tích phục vụ trong Thế Chiến II.

## Thiết kế và chế tạo
Những chiếc thuộc lớp tàu hộ tống khu trục Buckley có chiều dài chung 306 ft (93 m), mạn tàu rộng 37 ft 1 in (11,30 m) và độ sâu mớn nước khi đầy tải là 11 ft 3 in (3,43 m). Chúng có trọng lượng choán nước tiêu chuẩn 1.400 tấn Anh (1.400 t); và lên đến 1.740 tấn Anh (1.770 t) khi đầy tải. Hệ thống động lực bao gồm hai turbine hơi nước General Electric công suất 13.500 mã lực (10.100 kW), dẫn động hai máy phát điện công suất 9.200 kilôwatt (12.300 hp) để vận hành hai trục chân vịt;  công suất 12.000 hp (8.900 kW) cho phép đạt được tốc độ tối đa 23 kn (26 mph; 43 km/h), và có dự trữ hành trình 6.000 nmi (6.900 mi; 11.000 km) khi di chuyển ở vận tốc đường trường 12 kn (14 mph; 22 km/h).
Vũ khí trang bị bao gồm ba pháo 3 in (76 mm)/50 cal trên tháp pháo nòng đơn có thể đối hạm hoặc phòng không, một khẩu đội 1,1 inch/75 caliber bốn nòng và tám pháo phòng không Oerlikon 20 mm. Vũ khí chống ngầm bao gồm một dàn súng cối chống tàu ngầm Hedgehog Mk. 10 (có 24 nòng và mang theo 144 quả đạn); hai đường ray Mk. 9 và tám máy phóng K3 Mk. 6 để thả mìn sâu. Khác biệt đáng kể so với lớp Evarts dẫn trước là chúng có thêm ba ống phóng ngư lôi Mark 15 21 inch (533 mm). Thủy thủ đoàn đầy đủ bao gồm 186 sĩ quan và thủy thủ.
Sims được đặt lườn tại Xưởng hải quân Norfolk ở Portsmouth, Virginia vào ngày 7 tháng 9, 1942. Nó được hạ thủy vào ngày 6 tháng 2, 1943; được đỡ đầu bởi bà Anne H. Sims, vợ góa Đô đốc Sims, và nhập biên chế vào ngày 24 tháng 4, 1943 dưới quyền chỉ huy của Hạm trưởng, Thiếu tá Hải quân Charles Greif Raible.

## Lịch sử hoạt động
Sau khi hoàn tất việc trang bị, Sims tiến hành chuyến đi chạy thử máy huấn luyện tại khu vực Bermuda, rồi được phân về Đội đặc nhiệm 21.6 và làm nhiệm vụ hộ tống các tàu chở dầu vượt Đại Tây Dương từ Curaçao đến Londonderry, Bắc Ireland. Sau hai chuyến đi hộ tống vận tải khứ hồi như vậy, điểm khởi hành được chuyển đến New York, và nó tiếp tục thực hiện tám chuyến khứ hồi tương tự giữa New York và Londonderry.
Vào ngày 23 tháng 9, 1944, Sims đi đến Xưởng hải quân Boston để được cải biến thành một tàu vận chuyển cao tốc thuộc lớp Charles Lawrence, và được xếp lại lớp với ký hiệu lườn mới APD-50 vào ngày 7 tháng 9, 1944. Nó rời Boston vào ngày 6 tháng 12 để đi đến Norfolk, Virginia, nơi nó phục vụ như một tàu huấn luyện cho đến ngày 24 tháng 1, 1945. Được điều sang mặt trận Thái Bình Dương, nó đi ngang qua kênh đào Panama và chạy thử máy tại San Diego, California trước khi đi đến Trân Châu Cảng vào ngày 20 tháng 2.
Lên đường vào ngày 5 tháng 3 để hướng sang Viễn Đông, Sims đi đến khu vực quần đảo Philippine vào ngày 21 tháng 3. Nó khởi hành từ vịnh Leyte một tuần sau đó trong thành phần Đơn vị Đặc nhiệm 51.13.16 để tham gia cuộc đổ bộ lên Okinawa. Nó đã ở lại khu vực quần đảo Ryukyu từ ngày 1 tháng 4 đến ngày 27 tháng 5, ngoại trừ hai chuyến hộ tống vận tải đến Ulithi, và suốt trong giai đoạn này đã phục vụ tuần tra chống tàu ngầm và phòng không bảo vệ cho lực lượng tấn công chung quanh hòn đảo. Nó đã bắn rơi một máy bay ném bom đối phương vào ngày 16 tháng 4, rồi trong các ngày 3 đến 4 tháng 5, và một lần nữa trong các ngày 13 đến 14 tháng 5 đã trợ giúp tìm kiếm những người sống sót từ các tàu khu trục cột mốc radar canh phòng bị máy bay tấn công tự sát Kamikaze đối phương đánh trúng.
Vào chiều tối ngày 18 tháng 5, Sims chịu đựng đợt tấn công phối hợp của hai chiếc Kamikaze. Cả hai kẻ tấn công đều bị hỏa lực phòng không bắn trúng và đâm xuống nước cạnh con tàu bên mạn trái. Chấn động của vụ nổ dưới nước gây rung động con tàu, làm rỏ rỉ dầu và hư hại đáng kể cho động cơ và thiết bị. Tuy nhiên những hư hỏng trên được nhanh chóng sửa chữa và con tàu tiếp tục hoạt động tuần tra. Nó tiếp tục bị máy bay Kamikaxe tấn công vào ngày 24 tháng 5; máy bay đối phương bị bắn trúng và đâm xuống biển sát cạnh con tàu bên mạn phải, cơn mưa mảnh đạn phủ lên con tàu đã khiến 11 người bị thương. Đến cuối ngày hôm đó, một đội cứu hộ được phái sang trợ giúp cho tàu khu trục Barry (DD-248) vốn bị một máy bay Kamikaze đâm trúng. Đám cháy dữ dội đã ngăn trở việc làm ngập nước hầm đạn, và thủy thủ đã phải di tản khỏi Barry. Cùng với thủy thủ của chính Barry và và một nhóm khác từ tàu vận tải cao tốc Roper (APD-20), đội cứu hộ của Sims đã giúp kiểm soát được đám cháy lúc 06 giờ 30 phút sáng hôm sau, và sau đó một tàu kéo đã kéo Barry đến nơi neo đậu Kerama Retto.
Cùng một đoàn tàu tàu vận tải rời khu vực Okinawa vào ngày 27 tháng 5, Sims hộ tống chúng đi đến Saipan trước quay trở về Leyte để sừa chữa những hư hại. Nó quay trở lại khu vực Okinawa vào ngày 26 tháng 6. Sau khi Nhật Bản chấp nhận đầu hàng vào ngày 15 tháng 8 giúp kết thúc cuộc xung đột, nó gia nhập một đoàn tàu vận tải chuyên chở lực lượng chiếm đóng để hướng sang Nhật Bản. Nó đã cho đổ bộ binh lính Thủy quân Lục chiến Anh và nhân sự Hải quân Hoàng gia Anh lên Căn cứ Hải quân Yokosuka vào ngày 30 tháng 8, và đổ bộ một đại đội Thủy quân Lục chiến Hoa Kỳ lên Căn cứ Không lực Hải quân Tateyama vào ngày hôm sau, rồi thường trực tại đây cho đến khi được thay phiên bởi binh lính thuộc Tập đoàn quân 8 vào ngày 3 tháng 9.
Sau khi thực hiện một chuyến đi đến Iwo Jima, Sims tiếp tục hoạt động tại vùng biển Nhật Bản cho đến ngày 28 tháng 11. Nó khởi hành từ vịnh Tokyo cho hành trình quay trở về Hoa Kỳ, tiễn 208 hành khách rời tàu tại San Diego, California vào ngày 17 tháng 12 trước khi tiếp tục đi sang vùng bờ Đông, đi đến New York để chuẩn bị ngừng hoạt động.
Sims được cho xuất biên chế tại Green Cove Springs, Florida vào ngày 24 tháng 4, 1946, và được đưa về Hạm đội Dự bị Đại Tây Dương. Tên nó được cho rút khỏi danh sách Đăng bạ Hải quân vào ngày 1 tháng 6, 1960, và con tàu được bán cho hãng North American Smelting Company tại Wilmington, Delaware vào ngày 14 tháng 4, 1961 để tháo dỡ.

## Phần thưởng
Sims được tặng thưởng một Ngôi sao Chiến trận do thành tích phục vụ trong Thế Chiến II.
|  |  | Bronze star |
|  |  |             |

| Dãi băng Hoạt động Tác chiến (truy tặng)           | Huân chương Chiến dịch Hoa Kỳ        | Huân chương Chiến dịch Châu Á-Thái Bình Dương với 1 Ngôi sao Chiến trận |
| Huân chương Chiến dịch Châu Âu-Châu Phi-Trung Đông | Huân chương Chiến thắng Thế Chiến II | Huân chương Phục vụ Chiếm đóng Hải quân                                 |